# Oxypetalum
Oxypetalum ist eine Pflanzengattung in der Unterfamilie der Seidenpflanzengewächse (Asclepiadoideae) innerhalb der Familie der Hundsgiftgewächse (Apocynaceae). Derzeit werden etwa 130 Oxypetalum-Arten anerkannt.

## Beschreibung

### Vegetative Merkmale
Die Oxypetalum-Arten wachsen als selbständig aufrechte ausdauernde, krautige Pflanzen oder an der Basis leicht verholzende Schlingpflanze. Die Sprossachsen sind kahl, dicht, flaumig oder zottig behaart. 
Die Laubblätter sind gegenständig angeordnet. Die krautigen Blattspreiten sind bei einer Länge von 3 bis 12 cm und einer Breite von 1,5 bis 7 cm linealisch, eiförmig oder dreieckig mit herzförmiger Spreitenbasis und abgerundetem oder abgestumpftem oder zugespitztem Ende. Der Blattrand kann undifferenziert oder leicht gewellt, behaart bis flaumig oder zottig sein.

### Generative Merkmale

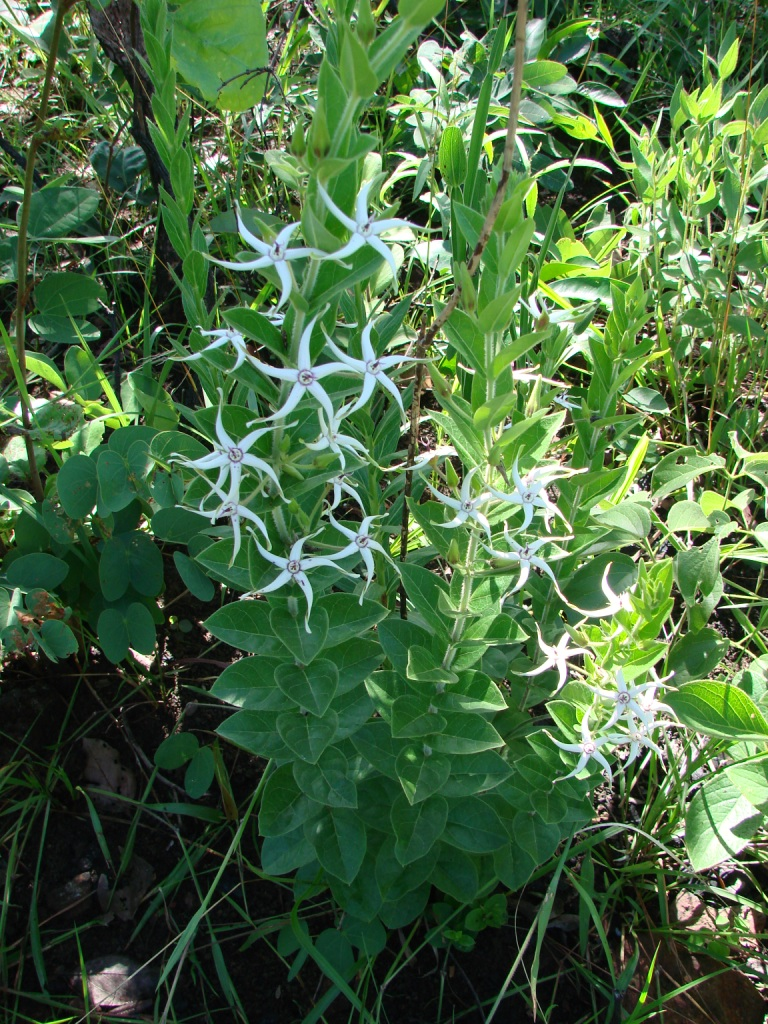
Oxypetalum erectum

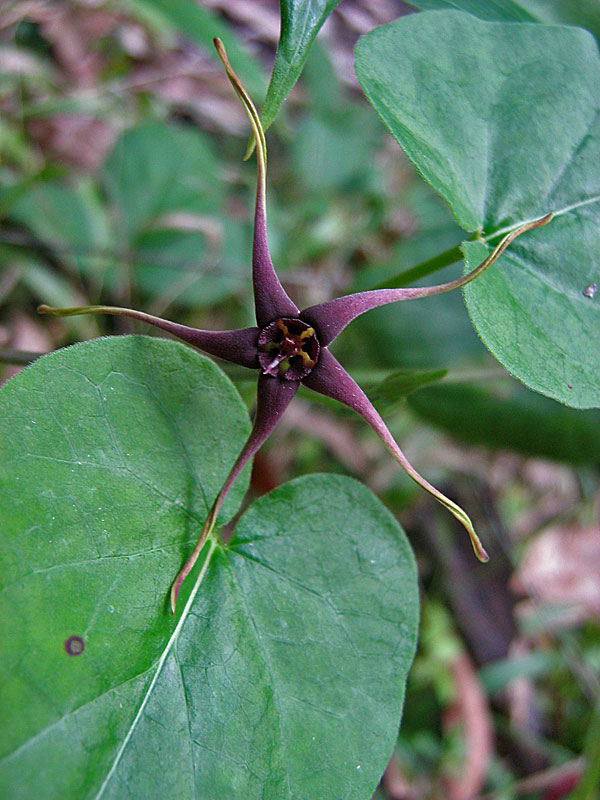
Oxypetalum harleyi

Der einzeln außerhalb der Blattachseln stehende Blütenstand kann brostrychoid oder sciadioidal verzweigt sein und enthält etwa 10 bis 20 Blüten. Der Blütenstandsschaft ist ungefähr so lang oder länger als die Blütenstiele. Die Behaarung (Indument) des Blütenstandsschaftes und der Blütenstiele entspricht der Behaarung der Sprossachse.
Die Knospen sind ellipsoidisch oder konisch. Die zwittrigen Blüten sind radiärsymmetrisch und fünfzählig. Der Blütenkelch ist kürzer oder ebenso so lang wie die Blütenkrone. Die fünf Kelchblätter sind an der Basis glockenförmig verwachsen mit zugespitztem Ende. Die Farbe der Blüte variiert von weiß, cremefarben, grün, gelb, braun, rosa, rötlich bis bläulich. Die fünf Kronblätter sind auf ¼ bis ¾ der Gesamtlänge glockenförmig bis urnenförmig verwachsen. Die Blütenkrone besitzt einen Durchmesser von 5 bis 15 mm. Die Form der Kronblätter reicht von lanzettlich bis eiförmig mit zugespitztem Ende, gelegentlich sind sie auch in sich gedreht. Die gynostegiale Nebenkrone besteht aus freien staminalen Zipfeln, seltener aus freien interstaminalen Zipfeln. Sie sind oft mit Krone und Gynostegium verwachsen. Die Zipfel sind aufrecht, laminar oder fleischig, lanzettlich, länglich oder annähernd ovat, auch zweigeteilt. Die interstaminale Nebenkrone ist kürzer als die staminalen Kronenzipfel. Das Gynostegium ist sitzend oder kurz gestielt. Die Staubbeutel sind rechteckig, die Flügel der Staubbeutel verlaufen annähernd parallel über die gesamte Länge des Staubbeutels. Das Pollinium (Pollenmasse) ist eiförmig, länglich und apikal an den geraden oder leicht gebogenen, zylindrischen oder abgeflachten Caudikeln. 
Die meist paarig, selten einzeln stehenden Balgfrüchte sind bei einer Länge von 50 bis 100 mm und einem Durchmesser von 4 bis 25 mm spindelförmig und enthalten bis zu 50 Samen. Außen sind sie glatt oder weisen Längsgruben auf. Der Winkel zwischen den beiden Einzelfrüchten beträgt weniger als 90°. Die bei einer Länge von 5 bis 7 mm lang und einem Durchmesser von 2,5 bis 4 mm breit ei- oder birnenförmigen, hell- bis dunkelbraunen Samen können einen 0,4 bis 0,8 mm breiten, randlichen Flügel besitzen. Der Rand ist glatt und am Apikalende oder bei einigen Arten auch über den gesamten Rand gezähnt. Das Haarbüschel ist 25 bis 40 mm lang. 

### Chromosomenzahlen
Die Chromosomenzahl beträgt 2n = 18 bei Oxypetalum balansae oder Oxypetalum solanoides und 2n = 22 bei Oxypetalum ostenii.

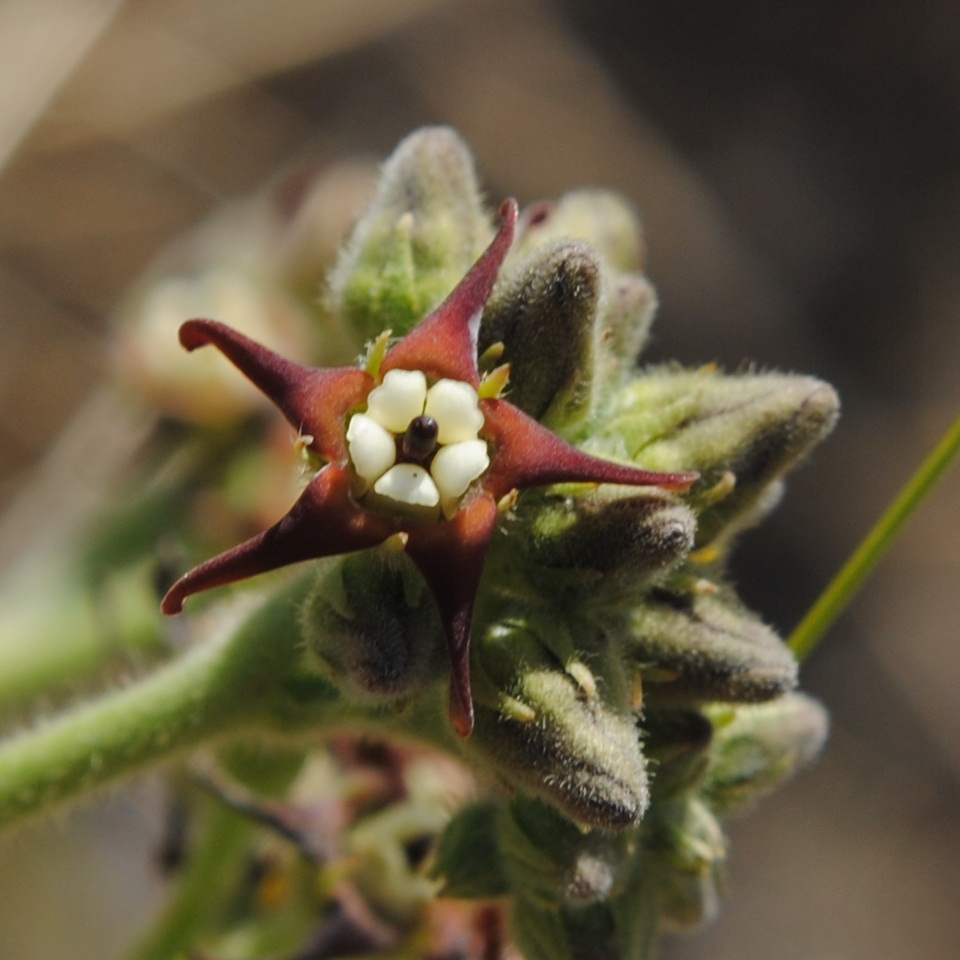
Oxypetalum arnottianum

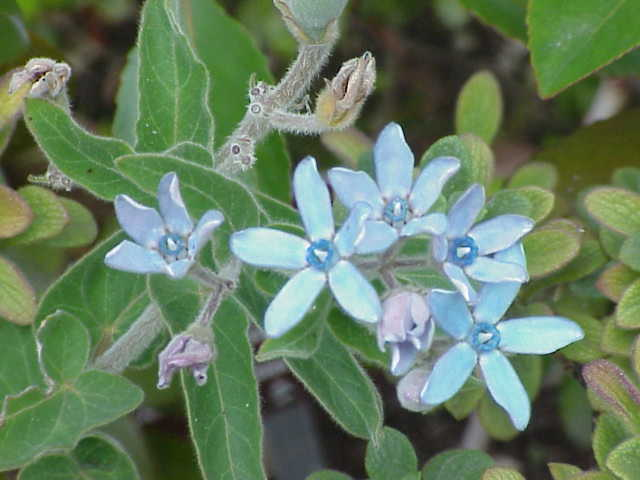
Oxypetalum coeruleum von Südbrasilien und Uruguay

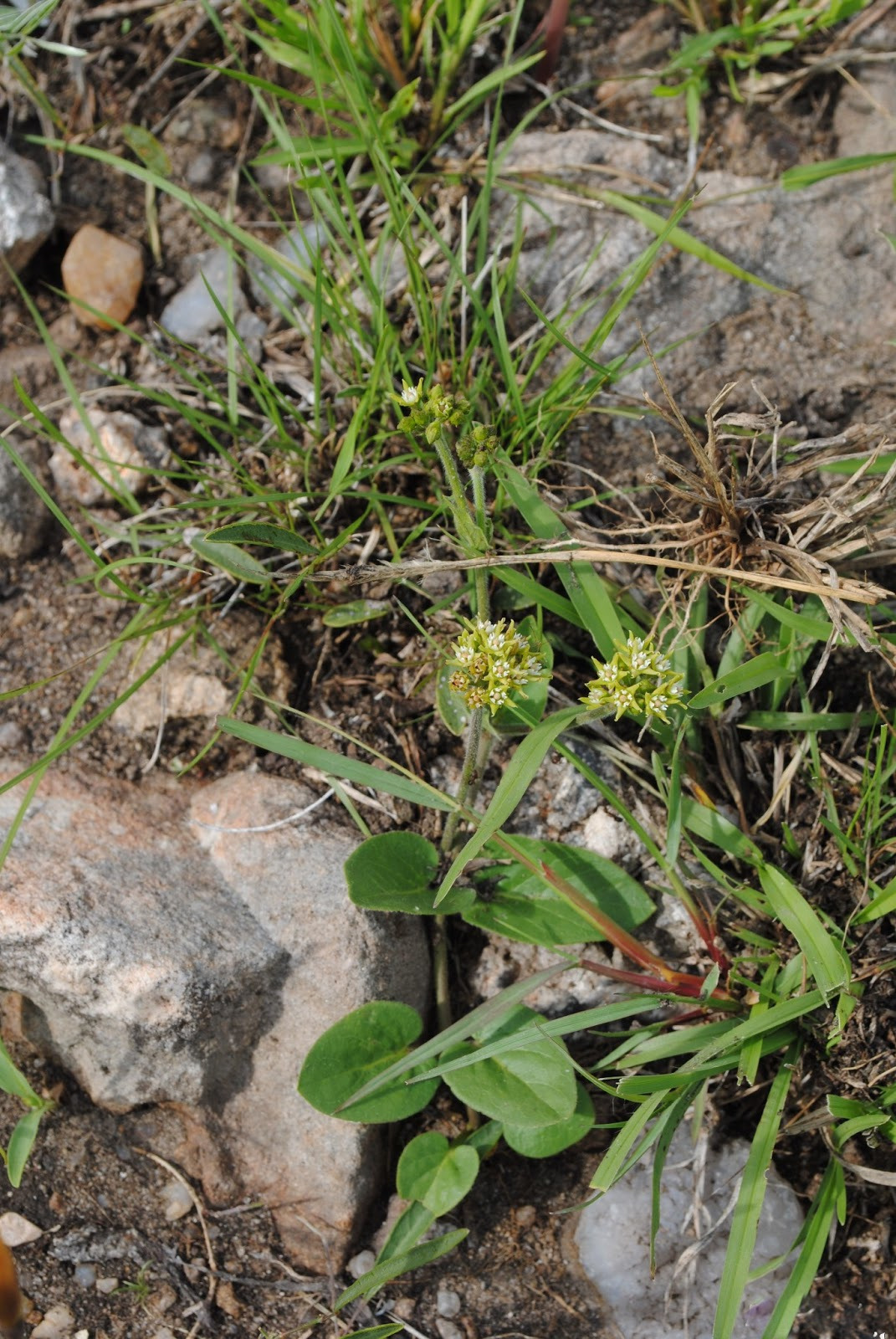
Oxypetalum commersonianum

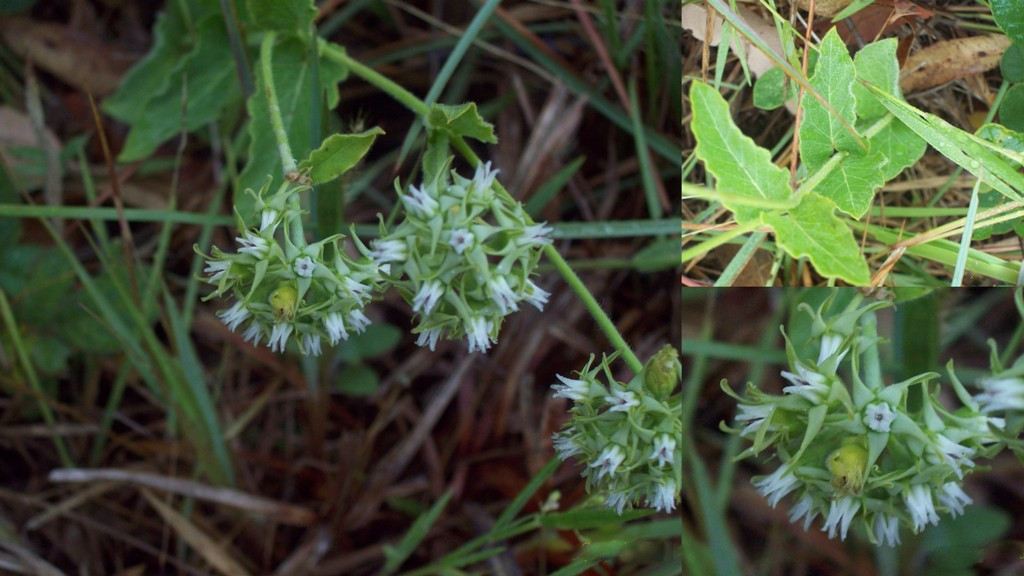
Oxypetalum crispum

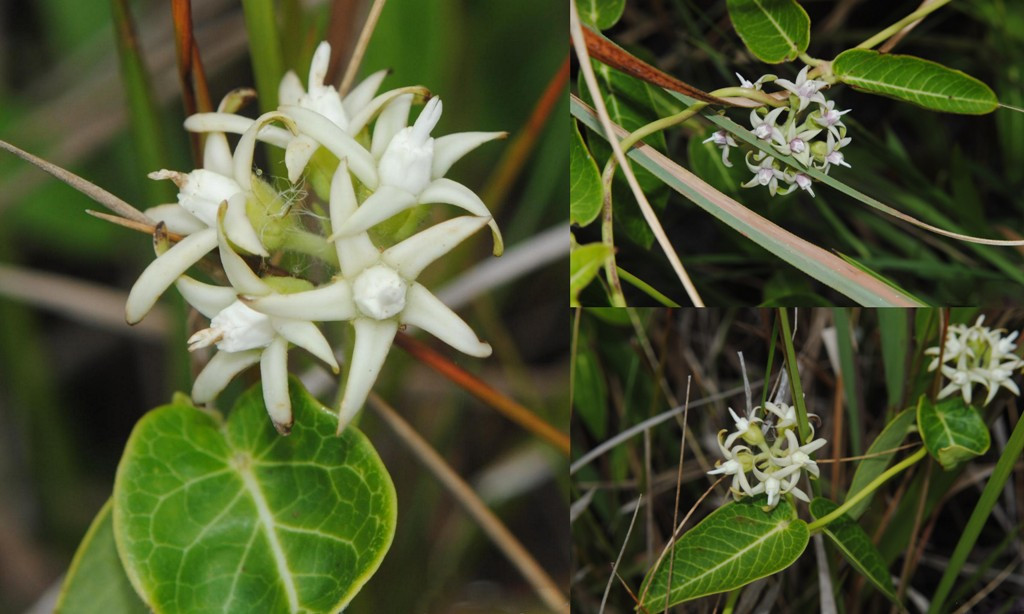
Oxypetalum macrolepis

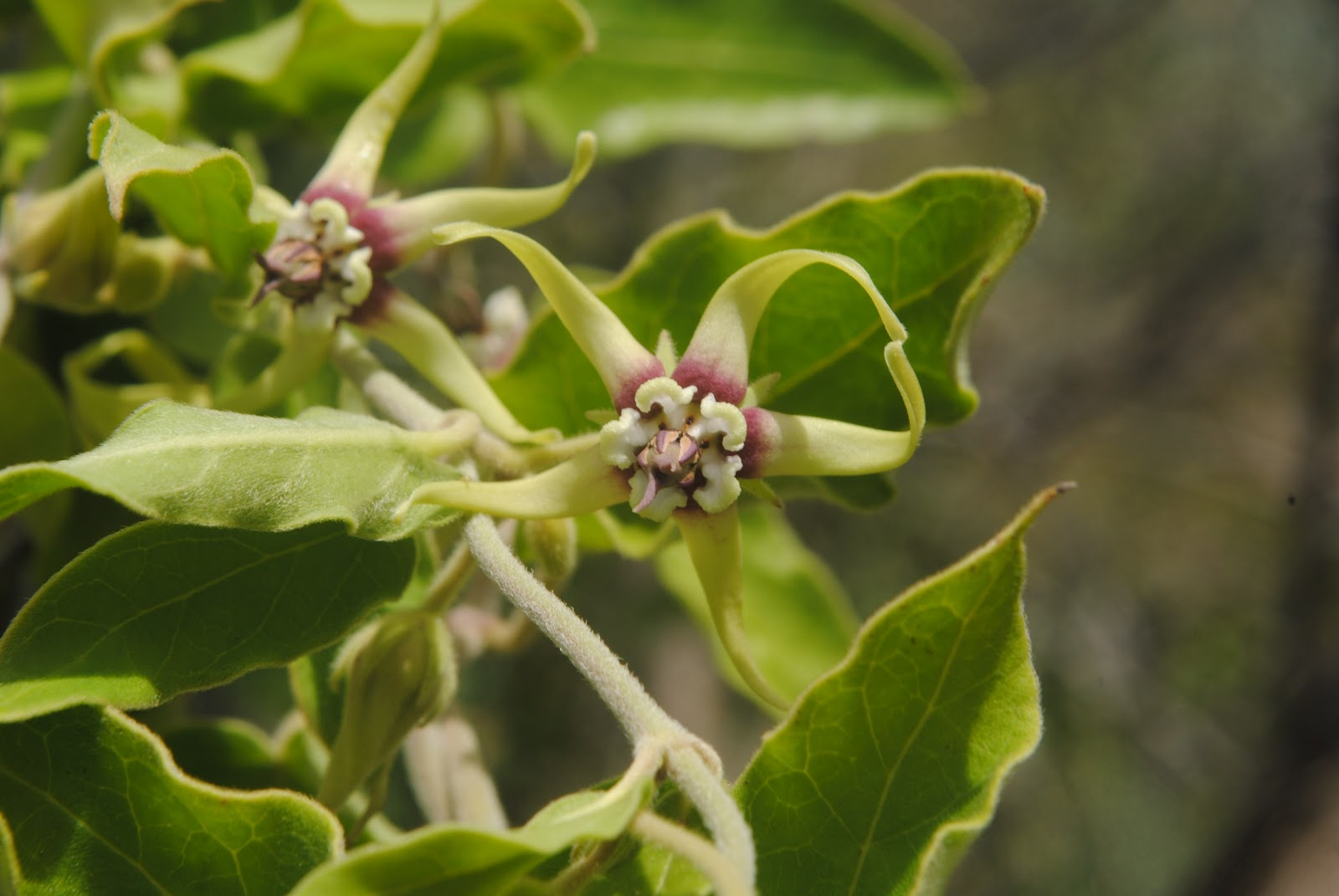
Oxypetalum pannosum

## Vorkommen
Die Oxypetalum-Arten kommen in Südamerika (Argentinien, Bolivien, Brasilien, Ecuador, Paraguay, Peru, Uruguay und Venezuela) vor. Sie wachsen dort in Wäldern und offenen, wenig veränderten Gebieten. 

## Systematik
Nach einigen Autoren von Pflanzenenzyklopädien (z. B. Armitage) soll Oxypetalum ein jüngeres Synonym von Tweedia sein. Allerdings wird das Taxon in neueren wissenschaftlichen Arbeiten als gültiges Taxon aufrechterhalten (vgl.  Nilda Marquete Ferreira da Silva, Jorge Fontella Pereira und Maria da Conceição Valente, 2007). Nach Sigrid Liede-Schumann und Ulrich Meve (2006) soll die Gattung bis 125 Arten enthalten;  Rapini et al. (2003) geben sogar ca. 130 Arten an. Bei WCSP (Stand: November 2018) sind es 133 Arten. Typusart der Gattung ist Oxypetalum banksii R.Br. ex Schult.
Hier wird daher nur eine Auswahl an Arten genannt:
- Oxypetalum alpinum (Vell.) Fontella & E.A.Schwarz: Sie kommt im südlichen Brasilien vor.[2]
- Oxypetalum appendiculatum Mart.: Sie kommt von Bolivien bis Brasilien und dem nordöstlichen Argentinien vor.[2]
- Oxypetalum arachnoideum E.Fourn.: Sie kommt in Brasilien vor.[2]
- Oxypetalum arnottianum H.Buek: Sie kommt in Bolivien, Brasilien, Argentinien, Paraguay und Uruguay vor.[2]
- Oxypetalum balansae Malme: Sie kommt von Bolivien bis Brasilien und dem nördlichen Argentinien vor.[2]
- Oxypetalum banksii R.Br. ex Schult.: Sie kommt in Brasilien[2] mit zwei Unterarten vor:
  - Oxypetalum banksii subsp. banksii
  - Oxypetalum banksii subsp. corymbiferum ((E.Fourn.) Fontella & C. Valente):
- Oxypetalum coeruleum (D.Don) Decne. (Zierpflanze, meist unter dem Namen Tweedia coerulea oder Tweedia caerulea geführt[3]): Sie kommt ursprünglich in Brasilien und Uruguay vor.[2]
- Oxypetalum commersonianum (Decne.) Fontella & E.A.Schwarz: Sie kommt im südlichen Brasilien, in Uruguay und im nordöstlichen Argentinien vor.[2]
- Oxypetalum cordifolium (Vent.) Schltr. (mit vier Unterarten: Oxypetalum cordifolium subsp. brasiliense (Decne.) Fontella & Goyder, Oxypetalum cordifolium subsp. pedicellatum (Decne.) Fontella & Goyder, Oxypetalum cordifolium subsp. mexiae (Malme) Fontella & Goyder und Oxypetalum cordifolium subsp. cordifolium): Sie kommt von Mexiko bis zum tropischen Südamerika und den Inseln der Karibik vor.[2]
- Oxypetalum costae Occhioni: Sie kommt im brasilianischen Bundesstaat Rio de Janeiro vor.[2]
- Oxypetalum crispum Wight ex Hook. & Arn.: Sie kommt in Bolivien, im südlichen Brasilien, in Uruguay, Paraguay und im nordöstlichen Argentinien vor.[2]
- Oxypetalum erectum Mart.: Sie kommt von Bolivien bis Brasilien vor.[2]
- Oxypetalum glaziovianum Loes.: Sie kommt im brasilianischen Bundesstaat Rio de Janeiro vor.[2]
- Oxypetalum glaziovii (E.Fourn.) Fontella & Marquete: Sie kommt im südöstlichen Brasilien vor.[2]
- Oxypetalum harleyi (Fontella & Goyder) Farin.: Sie kommt im nordöstlichen Brasilien vor.[2]
- Oxypetalum insigne (Decne.) Malme: Sie kommt im südlichen und südöstlichen Brasilien vor.[2]
- Oxypetalum jacobinae Decne.: Sie kommt in Brasilien vor.[2]
- Oxypetalum lanatum Decne. ex E.Fourn.: Sie kommt in Brasilien vor.[2]
- Oxypetalum lutescens E.Fourn.: Sie kommt im brasilianischen Bundesstaat Rio de Janeiro vor.[2]
- Oxypetalum macrolepis (Hook. & Arn.) Decne.: Sie kommt im südlichen Brasilien, in Paraguay, Uruguay und im nordöstlichen Argentinien vor.[2]
- Oxypetalum molle Hook. & Arn.: Sie kommt von Brasilien bis Argentinien vor.[2]
- Oxypetalum ostenii HMalme: Sie kommt im südlichen Brasilien und in Argentinien vor.[2]
- Oxypetalum pachyglossum Decne.: Sie kommt von Brasilien bis Paraguay vor.[2]
- Oxypetalum pannosum Decne.: Sie kommt vom südlichen und südöstlichen Brasilien bis ins nordöstliche Argentinien vor.[2]
- Oxypetalum patulum E.Fourn.: Sie kommt im brasilianischen Bundesstaat Minas Gerais vor.[2]
- Oxypetalum pilosum Gardner: Sie kommt im südöstlichen Brasilien vor.[2]
- Oxypetalum regnellii (Malme) Malme: Sie kommt im südöstlichen Brasilien vor.[2]
- Oxypetalum schottii E.Fourn.: Sie kommt im brasilianischen Bundesstaat Rio de Janeiro vor.[2]
- Oxypetalum solanoides Hook. & Arn.: Sie kommt von Brasilien und Uruguay bis ins nordöstliche Argentinien vor.[2]
- Oxypetalum sublanatum Malme: Sie kommt vom südlichen und südöstlichen Brasilien bis Argentinien vor.[2]
- Oxypetalum wightianum Hook. & Arn.: Sie kommt in Brasilien, Paraguay und Argentinien vor.[2]